# Dichiarazione (cricket)
La Dichiarazione (Declaration) è una importante regola del gioco del Cricket, introdotta nel 1890, che trova la sua applicazione solo nelle forme di cricket caratterizzate da due innings in battuta per ciascuna squadra e che si disputano senza un numero prefissato di overs massimi.

## Descrizione
La Dichiarazione è disciplinata dall'articolo 14 delle Leggi del cricket, lo stesso articolo ne proibisce l'uso per le forme di cricket con numero limitato di overs. Essa consente al capitano della squadra in battuta di considerare l'innings in corso chiuso anzitempo, senza dover attendere pertanto che gli avversari al lancio eliminino i dieci battitori come di consueto.
Questo strumento regolamentare trova la sua giustificazione nel fatto che nelle forme non Limited Overs di cricket ogni squadra per vincere ha necessità di marcare più runs dell'avversario ma anche di eliminare in entrambi gli innings l'intera formazione avversaria (10 battitori su 11), infatti se una squadra dovesse marcare più runs dell'altra senza aver però eliminato tutti i battitori la partita terminerà in draw, ovvero patta, e non con la vittoria della squadra con il totale maggiore. Può accadere pertanto che una squadra si ritrovi nella sgradevole condizione di aver marcato nel proprio innings una quantità ragguardevole di runs, portandosi in netto vantaggio nel punteggio, ma di rischiare di non vincere poiché non ha il tempo necessario per poi eliminare tutti i battitori richiesti nel successivo innings di lancio. Quindi per guadagnare tempo è stata introdotta per il capitano la possibilità di eseguire la dichiarazione nel momento in cui ritiene che il totale di runs marcate sia soddisfacente a garantirsi la vittoria, andando subito al lancio e guadagnando tempo prezioso per cercare di eliminare i 10 battitori avversari e vincere la partita.
Prima che venisse introdotta questa regola i battitori si facevano volontariamente eliminare, per contro in una situazione simile i lanciatori tendevano a lanciare la palla malissimo per poter perdere tempo; dando in questo modo origine ad episodi ridicoli per il pubblico e per la credibilità del gioco. Per ovviare a questo problema è stata introdotta la regola della dichiarazione.
Per quanto riguarda la squadra che subisce la dichiarazione, essa non preclude la possibilità di vittoria in quanto un innings dichiarato equivale ad uno in cui la squadra al lancio ha eliminato tutti i battitori. Quindi se la squadra che subisce la dichiarazione dovesse poi riuscire a raggiungere il target di runs necessario alla vittoria essa sarà comunque considerata vincitrice, anche se non ha materialmente eliminato due volte la formazione avversaria.

## Esempio di dichiarazione
Un valido esempio di dichiarazione si ha nel terzo Test Match delle Ashes Series 2006-07 tra Australia ed Inghilterra, giocato al WACA Ground di Perth.
| Data                | Luogo                        |           |             | Risultato                                |
| ------------------- | ---------------------------- | --------- | ----------- | ---------------------------------------- |
| 14-18 dicembre 2006 | WACA Ground Perth, Australia | Australia | Inghilterra | AUS vince di 206 runs AUS VINCE LA SERIE |

| Innings | In battuta  | Al lancio   | Risultato                 | Note          |
| ------- | ----------- | ----------- | ------------------------- | ------------- |
| I       | Australia   | Inghilterra | 244/all out (71 overs)    |               |
| II      | Inghilterra | Australia   | 215/all out (64.1 overs)  |               |
| III     | Australia   | Inghilterra | 527/5 (112 overs)         | Dichiarazione |
| IV      | Inghilterra | Australia   | 350/all out (122.2 overs) |               |

In questa partita l'Australia ha vinto il sorteggio della moneta ed il capitano Ricky Ponting ha scelto di iniziare in battuta. La selezione australiana marcò 244 runs prima di vedere i propri 10 wickets cadere per mano dei lanciatori inglesi, un totale valido ma non eccezionale. A quel punto l'Inghilterra andò in battuta, mantenendosi sullo stesso livello degli avversari, chiudendo con 215 runs. Al momento del ritorno in battuta l'Australia si ritrovava pertanto in vantaggio di 29 runs e la partita era ancora aperta. Stavolta gli aussies sfoderarono una gran prestazione in battuta marcando diverse centinaia di runs e aumentando il vantaggio australiano da 29 ad oltre 500 runs con ancora 5 wickets in piedi; poiché per marcare un simile totale sono necessari almeno due giorni completi di gioco Ponting si era garantito almeno il draw; pertanto per l'Australia continuare a marcare runs ed aumentare un divario già di per sé quasi impossibile da raggiungere negli ultimi due giorni di gioco (con il pitch molto deteriorato) non solo non servirebbe a nulla ma sarebbe addirittura dannoso, poiché gli aussies rischierebbero di non avere il tempo materiale di eliminare i 10 battitori inglesi, i quali consapevoli di non poter raggiungere il target mirerebbero solo a resistere per non perdere il proprio wickets ed ottenere un insperato draw. A quel punto Pointing scelse di eseguire la Dichiarazione, in modo da avere il tempo e la possibilità di eliminare i battitori inglesi, cosa che gli australiani riuscirono a fare all'ultimo giorno disponibile di gioco.

## Forfeit
Nel caso un capitano decida di dichiarare prima ancora dell'inizio dell'innings si parla di forfeit. L'ipotesi è disciplinata sempre dall'articolo 14 ma si verifica davvero di rado, in oltre un secolo di Test cricket si è verificata solo una volta: nel 2000 tra Sudafrica e Inghilterra. In quella occasione tuttavia si trattò di una situazione particolare in quanto era l'ultimo test match di una serie di 5 incontri e il Sudafrica aveva già matematicamente vinto la serie. Dopo il primo giorno di gioco i sudafricani avevano marcato 155 runs perdendo 6 wickets. Nei tre giorni seguenti però la pioggia impedì di lanciare anche una sola palla e si arrivò all'ultimo giorno di gioco con la certezza che la partita sarebbe stata un draw. Per cercare di aumentare l'interesse del pubblico i due capitani conclusero un singolare accordo: il Sudafrica avrebbe dichiarato appena raggiunte le 250 runs, poi entrambe le squadre avrebbero dato forfait nel loro innings (il primo per gli inglesi e il secondo per i sudafricani) per mandare infine l'Inghilterra in battuta in quello che sulla carta era il loro secondo innings con un target di 251 runs. Gli inglesi raggiunsero il target e vinsero la partita.